# Ernie Brandts
Ernie Brandts (Didam, 3 februari 1956) is een Nederlandse voetbalcoach en voormalig voetballer. Hij speelde van 1974 tot en met 1992 voor achtereenvolgens De Graafschap, PSV, Roda JC, MVV, Germinal Ekeren en De Graafschap. Hij won met PSV in het seizoen 1977/78 de UEFA Cup en werd in de seizoenen 1977/1978 en 1985/86 landskampioen met de club.

## Loopbaan als speler

### Jeugd
Brandts werd in 1956 geboren in Didam en groeide op in het Gelderse dorp Nieuw-Dijk. Daar begon hij met voetballen bij VV Sprinkhanen. Naast voetballer, was hij een fanatiek wielrenner en vanaf zijn zestiende werkte hij mee in de banketbakkerij van zijn vader. Dit hield hij ook vol in de eerste jaren van voetbalcarrière.
Hij werd op zeventienjarige leeftijd ontdekt door Piet de Visser, die destijds trainer was van de Graafschap en hij maakte, met een jaarsalaris van fl. 3200,- de overstap naar de profclub. Langzaam maar zeker speelde hij bij zijn nieuwe club steeds meer wedstrijden en ontwikkelde hij zich tot een slimme en toch sterke verdediger.

### Profcarrière
Zijn profdebuut maakte hij bij De Graafschap in 1974. Na het aflopen van zijn contract in Doetinchem stonden diverse clubs voor Brandts in de rij. Hij voerde gesprekken met Feyenoord en PSV, waarna hij koos voor de tweede club. Bij PSV groeide Brandts uit tot een verdediger van wereldfaam. In 1978 won hij met de Eindhovense ploeg de UEFA Cup en was hij actief op het WK van '78, waarin hij als 22-jarige onder andere in de finale tegen Argentinië speelde. In de wedstrijd tegen Italië scoorde hij eerst in eigen doel, waarbij hij doelman Piet Schrijvers blesseerde. Later maakte hij zelf de gelijkmaker. Hierdoor was hij 40 jaar lang de enige speler ooit die in één WK-wedstrijd een doelpunt én een eigen-doelpunt heeft gemaakt, totdat de Kroaat Mario Mandžukić dit ook deed in de finale van het WK 2018 in Rusland. In 1980 had Brandts de kans om een contract te tekenen bij Arsenal FC, maar hij liet deze kans aan zich voorbij gaan, nadat zijn vader plotseling ziek werd.
In 1986 vertrok hij, na enkele blessures, dan toch uiteindelijk bij PSV. Zijn nieuwe club werd Roda JC. Hierna stapte hij voor een half seizoen over naar MVV, waarmee hij vocht tegen degradatie, om vervolgens in België te gaan spelen voor Germinal Ekeren, dat zojuist voor het eerst in zijn bestaan gepromoveerd was naar de Eerste klasse. Na twee seizoenen keerde hij terug naar Nederland, waar hij ging spelen bij De Graafschap, de club waar hij zijn carrière begon. Een groot succes werd zijn terugkeer daar echter niet. Na een half jaar werd hij afgekeurd vanwege een versleten heup. Hij speelde zijn laatste wedstrijd op 17 januari 1992.

### Clubstatistieken als speler
| Seizoen | Club            | Competitie    | Wedstrijden | Doelpunten |
| ------- | --------------- | ------------- | ----------- | ---------- |
| 1975/76 | De Graafschap   | Eredivisie    | 10          | 0          |
| 1976/77 | De Graafschap   | Eredivisie    | 28          | 3          |
| 1977/78 | PSV             | Eredivisie    | 34          | 1          |
| 1978/79 | PSV             | Eredivisie    | 32          | 1          |
| 1979/80 | PSV             | Eredivisie    | 27          | 5          |
| 1980/81 | PSV             | Eredivisie    | 21          | 2          |
| 1981/82 | PSV             | Eredivisie    | 29          | 3          |
| 1982/83 | PSV             | Eredivisie    | 32          | 4          |
| 1983/84 | PSV             | Eredivisie    | 31          | 2          |
| 1984/85 | PSV             | Eredivisie    | 31          | 5          |
| 1985/86 | PSV             | Eredivisie    | 15          | 0          |
| 1986/87 | Roda JC         | Eredivisie    | 32          | 4          |
| 1987/88 | Roda JC         | Eredivisie    | 24          | 0          |
| 1988/89 | Roda JC         | Eredivisie    | 12          | 0          |
| 1988/89 | MVV Maastricht  | Eredivisie    | 16          | 0          |
| 1989/90 | Germinal Ekeren | Eerste klasse | 26          | 2          |
| 1990/91 | Germinal Ekeren | Eerste klasse | 33          | 3          |
| 1991/92 | De Graafschap   | Eredivisie    | 20          | 0          |
| Totaal  |                 |               | 453         | 35         |

## Loopbaan als trainer
Na het beëindigen van zijn actieve carrière keerde Brandts terug naar PSV, waar hij begon als trainer van het tweede elftal en vanaf 1997 assistent trainer was onder Dick Advocaat, Bobby Robson en Erik Gerets. In oktober 2001 vertrok hij bij de Eindhovense club, nadat Erwin Koeman, na een reeks mindere prestaties, door Gerets en Harry van Raaij naar voren geschoven werd als nieuwe eerste assistent-trainer. Gedesillusioneerd keerde hij het voetbal de rug toe en startte met een vriend in Spanje een bedrijf in waterkoelers. Tussen 2002 en 2004 was hij hoofdtrainer bij eersteklasser RKSV Nuenen, waarmee hij naar de hoofdklasse promoveerde.
Begin 2005 werd Brandts benaderd door Wim Jonk, die toentertijd technisch directeur was van FC Volendam. Jonk kende Brandts nog van hun gezamenlijke periode bij PSV. Jonk was in onmin geraakt met trainer Job Dragtsma en vroeg of Brandts interesse had om hoofdtrainer te worden van de club. Hierop maakte Brandts in maart 2005 een terugkeer in het betaald voetbal als hoofdtrainer bij FC Volendam. Met Volendam bereikte Brandts in zijn tweede seizoen bij de club de nacompetitie, waarin het in de finalewedstrijd werd uitgeschakeld door NAC Breda.
Toch zou Brandts het seizoen erna als hoofdcoach in de eredivisie actief zijn, omdat datzelfde NAC, dat zich dat seizoen ontdaan had van zowel Ton Lokhoff als Cees Lok en tijdelijk geleid werd door John Karelse, hem aanstelde als trainer. Hij tekende een contract tot 2008. Eind januari 2008 werd bekendgemaakt dat NAC na het seizoen 2007-2008 niet verder zou gaan met de oefenmeester. Het zou niet aan de persoonlijkheid van de trainer liggen of aan de resultaten, maar puur gaan om voetbaltechnische zaken. Brandts loodste NAC dat seizoen nog wel naar de 3e plaats in de eredivisie, een clubrecord. Hij werd opgevolgd door Robert Maaskant.
In juli 2009 vervolgde hij zijn trainersloopbaan bij Rah Ahan FC in Iran. Enkele maanden later, halverwege december, werd hij hier echter ontslagen wegens tegenvallende resultaten. In september 2010 tekende hij voor twee seizoenen bij APR FC in Rwanda waarmee hij in 2011 en 2012 de dubbel pakte. Van 2012 tot december 2013 was Brandts trainer van Young Africans, een club uit Dar es Salaam die uitkomt in de hoogste Tanzaniaanse competitie. In zijn eerste seizoen won hij de titel. Hij werd ontslagen op 23 december na de 3-1 nederlaag tegen aartstrivaal Simba. Hij stond met zijn team echter wel aan kop.
Begin 2014 was hij ad interim-trainer van amateurclub RKVV DIA. Op 13 juni 2014 werd bekend dat Brandts als coach van eredivisionist FC Dordrecht aan de slag ging. In de maanden dat hij werkzaam was bij FC Dordrecht, wist hij de promovendus na een goede start niet van de degradatiezone te redden. In november nam de club de laatste positie over van Heracles Almelo. In februari 2015 leverde hij, na een 6-1 nederlaag tegen FC Utrecht, in overleg met de club zijn contract in. De ploeg stond op dat moment nog steeds op de laatste plaats van de Eredivisie. Hij werd opgevolgd door Jan Everse. In november 2015 ging hij wederom RKVV DIA trainen. Op 15 juni 2016 tekende Brandts voor een jaar als assistent-trainer bij N.E.C. uit Nijmegen. Bij handhaving in de eredivisie zou het contract automatisch nog een jaar doorlopen. Brandts werkte in Nijmegen nauw samen met hoofdcoach Peter Hyballa. In april 2017 werd Hyballa ontslagen. Brandts gaf intern aan moeite te hebben met het ontslag en werd op eigen verzoek niet meer betrokken bij het eerste elftal. Met de degradatie van N.E.C. verliep de optie in het contract, waarna Brandts en N.E.C. van elkaar verlost waren.
Sinds 1 november 2022 is Brands lid van de raad van commissarissen van MVV Maastricht waar hij de portefeuille voetbaltechnische zaken beheert.

## Erelijst
Als speler
| UEFA Cup            | 1x | 1977/78                |
| Kampioen Eredivisie | 2x | 1977/1978 en 1985/1986 |